# 阿德勒天文館
阿德勒天文馆（Adler Planetarium）是一个與天文學和天体物理学研究有關的公共博物馆。它由Max Adler于1930年创立。它位于美國伊利诺伊州芝加哥密歇根湖湖畔。阿德勒天文馆也是美国第一个天文馆。
阿德勒天文馆于1930年5月12日向公众开放。由于天文館的设计，建筑师Ernest A. Grunsfeld Jr.在1931年被授予美國建築師學會芝加哥分会金奖。它于1987年被宣布为美国国家历史名胜。
阿德勒拥有三个剧院、双子座12号太空舱以及大量科学仪器。此外，阿德勒还拥有多恩天文台。

## 外部連結
- 官方网站